# Campionati del mondo di atletica leggera indoor 2025 - 800 metri piani femminili
La gara degli 800 metri piani femminili dei campionati del mondo di atletica leggera indoor 2025 si è svolta tra il 21 e il 23 marzo 2025 a Nanchino.

## Podio
| Pos.    | Atleta             | Nazionalità | Tempo   |
| ------- | ------------------ | ----------- | ------- |
| Oro     | Prudence Sekgodiso | Sudafrica   | 1'58"40 |
| Argento | Nigist Getachew    | Etiopia     | 1'59"63 |
| Bronzo  | Patricia Silva     | Portogallo  | 1'59"80 |

## Situazione pre-gara

### Record
Prima di questa competizione, il record del mondo e il record dei campionati erano i seguenti.
| Record                | Prestazione | Atleta                      | Data e luogo                    | Competizione                     |
| --------------------- | ----------- | --------------------------- | ------------------------------- | -------------------------------- |
| Record mondiale       | 1'55"82     | Jolanda Čeplak Slovenia     | 3 marzo 2002 Vienna, Austria    | Campionati europei indoor 2002   |
| Record dei campionati | 1'56"90     | Ludmila Formanová Rep. Ceca | 7 marzo 1999 Maebashi, Giappone | Campionati del mondo indoor 1999 |

## Qualificazioni
Per gli 800 metri piani femminili il periodo di qualifica andava dal 1º settembre 2024 al 9 marzo 2025. Le atlete potevano ottenere la qualificazione rientrando nello standard di 2'00"00, con una wildcard o in base al loro piazzamento nel World Athletics Rankings.

## Risultati

### Batterie di qualificazione
Le batterie di qualificazione si sono tenute il 21 marzo a partire dalle ore 11:15.
Passano alle semifinali le prime tre atlete di ogni batteria (Q).

#### Batteria 1
| Pos | Atleta          | Nazionalità | Tempo   | Note                                     |
| --- | --------------- | ----------- | ------- | ---------------------------------------- |
| 1   | Patricia Silva  | Portogallo  | 2'04"44 | Q                                        |
| 2   | Lilian Odira    | Kenya       | 2'04"46 | Q                                        |
| 3   | Habitam Alemu   | Etiopia     | 2'04"48 | Q                                        |
| 4   | Eloisa Coiro    | Italia      | 2'04"50 |                                          |
| 5   | Halimah Nakaayi | Uganda      | 2'04"57 | Miglior prestazione personale stagionale |
| 6   | Wilma Nielsen   | Svezia      | 2'04"97 |                                          |

#### Batteria 2
| Pos | Atleta          | Nazionalità | Tempo   | Note                                     |
| --- | --------------- | ----------- | ------- | ---------------------------------------- |
| 1   | Tsige Duguma    | Etiopia     | 2'04"52 | Q                                        |
| 2   | Audrey Werro    | Svizzera    | 2'04"91 | Q                                        |
| 3   | Lorea Ibarzabal | Spagna      | 2'05"10 | Q                                        |
| 4   | Vivian Chebet   | Kenya       | 2'05"11 | Miglior prestazione personale stagionale |
| 5   | Aurora Rynda    | Canada      | 2'07"17 |                                          |
| 6   | Wu Hongjiao     | Cina        | 2'08"77 |                                          |

#### Batteria 3
| Pos | Atleta              | Nazionalità   | Tempo   | Note                          |
| --- | ------------------- | ------------- | ------- | ----------------------------- |
| 1   | Prudence Sekgodiso  | Sudafrica     | 2'03"89 | Q                             |
| 2   | Nigist Getachew     | Etiopia       | 2'03"91 | Q                             |
| 3   | Valery Tobias       | Stati Uniti   | 2'04"42 | Q                             |
| 4   | Abbey Caldwell      | Australia     | 2'05"15 | Miglior prestazione personale |
| 5   | Alison Andrews-Paul | Nuova Zelanda | 2'05"76 |                               |
| 6   | Noélie Yarigo       | Benin         | 2'07"88 |                               |

#### Batteria 4
| Pos | Atleta             | Nazionalità               | Tempo   | Note                          |
| --- | ------------------ | ------------------------- | ------- | ----------------------------- |
| 1   | Nia Akins          | Stati Uniti               | 2'03"29 | Q                             |
| 2   | Anna Wielgosz      | Polonia                   | 2'03"40 | Q                             |
| 3   | Shafiqua Maloney   | Saint Vincent e Grenadine | 2'03"56 | Q                             |
| 4   | Sarah Billings     | Australia                 | 2'03"60 | Miglior prestazione personale |
| 5   | Caroline Bredinger | Austria                   | 2'03"78 |                               |
| 6   | Rachel Pellaud     | Svizzera                  | 2'06"24 |                               |

### Semifinali
Le semifinali si sono tenute il 22 marzo a partire dalle ore 12:05.
Passano alla finale le prime tre atlete di ogni batteria (Q).

#### Semifinale 1
| Pos | Atleta           | Nazionalità               | Tempo   | Note |
| --- | ---------------- | ------------------------- | ------- | ---- |
| 1   | Tsige Duguma     | Etiopia                   | 2'03"85 | Q    |
| 2   | Nigist Getachew  | Etiopia                   | 2'04"01 | Q    |
| 3   | Patricia Silva   | Portogallo                | 2'04"20 | Q    |
| 4   | Nia Akins        | Stati Uniti               | 2'04"38 |      |
| 5   | Shafiqua Maloney | Saint Vincent e Grenadine | 2'04"55 |      |
| 6   | Lilian Odira     | Kenya                     | 2'16"12 |      |

#### Semifinale 2
| Pos | Atleta             | Nazionalità | Tempo   | Note |
| --- | ------------------ | ----------- | ------- | ---- |
| 1   | Audrey Werro       | Svizzera    | 2'01"11 | Q    |
| 2   | Prudence Sekgodiso | Sudafrica   | 2'01"21 | Q    |
| 3   | Anna Wielgosz      | Polonia     | 2'01"36 | Q    |
| 4   | Lorea Ibarzabal    | Spagna      | 2'02"57 |      |
| 5   | Valery Tobias      | Stati Uniti | 2'03"39 |      |
| 6   | Habitam Alemu      | Etiopia     | 2'05"44 |      |

### Finale
La finale si è tenuta il 23 marzo alle ore 20:54.
| Pos     | Atleta             | Nazionalità | Tempo   | Note                                    |
| ------- | ------------------ | ----------- | ------- | --------------------------------------- |
| Oro     | Prudence Sekgodiso | Sudafrica   | 1'58"40 | Miglior prestazione mondiale stagionale |
| Argento | Nigist Getachew    | Etiopia     | 1'59"63 | Miglior prestazione personale           |
| Bronzo  | Patricia Silva     | Portogallo  | 1'59"80 | Record nazionale                        |
| 4       | Audrey Werro       | Svizzera    | 1'59"81 | Record nazionale                        |
| 5       | Anna Wielgosz      | Polonia     | 2'00"34 | Miglior prestazione personale           |
| 6       | Tsige Duguma       | Etiopia     | 2'04"76 |                                         |